# Leporinus geminis
Leporinus geminis és una espècie de peix de la família dels anostòmids i de l'ordre dels caraciformes.